# Münchner Lach- und Schießgesellschaft
De Münchner Lach- und Schießgesellschaft, ook bekend als Lach und Schieß, werd in 1956 opgericht als politiek cabaret door journalisten Sammy Drechsel en Dieter Hildebrandt. Sammy Drechsel was de regisseur en directeur van het cabaret tot aan zijn dood in 1986. Samen met Dieter Hildebrandt en Klaus Peter Schreiner schreef hij ook ongeveer 80 procent van de teksten. De muzikale leiding was in handen van Walter Kabel, die ook componeerde.
Lach und Schieß heeft zijn eigen theater in Schwabing's Ursulastraße, vlak bij Münchner Freiheit.

## Geschiedenis
In februari 1952 presenteerden Dieter Hildebrandt en zijn medestudenten Gerd Potyka, Klaus Peter Schreiner en Guido Weber een geïmproviseerd programma van sketches op een carnavalsfestival voor theaterwetenschappers aan de Universiteit van München. Het succes bij het publiek betekende dat de hospita de studenten uitnodigde om twee keer per week op te treden voor gratis bier en een warm diner.
Een goede week later, op 25 februari 1952, vond het officiële debuut van het cabaret Die Namenlosen plaats met de laconieke titel van hun eerste programma. Zelfs na het feest bleef de troep bij elkaar. Het tweede programma Es ist so schön, privat zu sein ging over het herbewapeningsdebat. Zo maakte de groep in juli 1955 dagelijks een gastoptreden in Café Freilinger aan de Leopoldstrasse.
Sportverslaggever Sammy Drechsel regelde uiteindelijk de Schwabing-pub Das Porcupine van Fred Kassen in de Ursulastrasse als een permanente locatie. Drechsel nam de regie over van het derde programma Die Nullen sind unter uns, dat op 3 november 1955 in première ging. In de nazomer van 1956 gingen de collega's van Hildebrandt voor zichzelf beginnen. Die Namenlosen werden nu door Drechsel en Hildebrandt in 1956 verder ontwikkeld tot de Münchner Lach- und Schießgesellschaft. De naam is ontstaan uit een idee van Oliver Hassencamp als een paragram voor het nachtwachtbedrijf Münchner Wach- und Schließgesellschaft, opgericht in 1902.
Naast Hildebrandt slaagde Drechsel erin om drie reeds vooraanstaande cabaretiers voor het project te winnen. De eerste bezetting voor de Münchner Lach- und Schießgesellschaft bestond uit Ursula Herking, Klaus Havenstein (beiden van Kleine Freiheit), Hans Jürgen Diedrich (van de amnestie) en Dieter Hildebrandt. Het eerste drie uur durende programma Denn sie müssen nicht, was sie tun hatte ging in première op 12 december 1956 in de overvolle bar en werd in maart 1957 uitgezonden door de ARD. Onderwerpen waren onder meer de operatie in een managementkantoor en in een reclamebureau. Vanaf dat moment maakte een jaarlijkse uitzending van de huidige cabaretprogramma's deel uit van het uitzendschema van de ARD, op oudejaarsavond onder de titel Schimpf vor 12. Ursula Noack kwam al in 1958 bij het ensemble, maar is nog niet op tournee geweest. In het jaar daarop volgde ze Ursula Herking op. Andere bekende cabaretiers uit de lach- en schietvereniging in München waren:
- Jürgen Scheller (van 1962 tot 1972)
- Horst Jüssen (van 1969 tot 1972)
- Achim Strietzel (van 1970 tot 1972)

In 1972 viel het ensemble uit elkaar. Pas in 1976 werd de Münchner Lach- und Schießgesellschaft op aandringen van Dieter Hildebrandt opnieuw opgericht en werden de uitvoeringen voortgezet in de oude cabarettraditie. Hildebrandt bleef verbonden aan het cabaret en schreef de teksten tot 1980 samen met onder meer Klaus Peter Schreiner en Werner Schneyder. Na het overlijden van Sammy Drechsel werkte zijn weduwe Irene Koss in de jaren 1980 achter de schermen, vaak zittend aan de kassa en voor het ensemble. Tot aan haar dood in 1996 bouwde ze ook een tekst- en beeldarchief op voor de Lach- und Schießgesellschaft met alle oude en nieuwe programma's.
Onder andere speelde in de nieuwe Münchner Lach- und Schießgesellschaft:
- Rainer Basedow (van 1976 tot 1995)
- Veronika Faber (van 1976 tot 1980)
- Bernd Stephan (van 1976 tot 1980)
- Kurt Weinzierl (van 1976 tot 1980)
- Jochen Busse (van 1980 tot 1990)
- Bruno Jonas (van 1981 tot 1984)
- Sibylle Nicolai (van 1983 tot 1984)
- Renate Küster (van 1985 tot 1990)
- Henning Venske (van 1985 tot 1993)
- Hans-Jürgen Silbermann (van 1991 tot 1999)
- Andreas Rebers (van 1997 tot 1999)
- Holger Paetz (van 2002 tot 2003)
- Viola von der Burg (van 2002 tot 2003)
- Michael Altinger (van 2002 tot 2003)
- Uli Bauer (van 2002 tot 2003)
- Sonja Kling (van 2003 tot 2010)
- Thomas Wenke (van 2003 tot 2010)

In 2010 bestond het ensemble uit Beatrix Doderer, Ecco Meineke en Severin Groebner. Daarna werd in 2011 het vaste ensemble opgeheven en werd het huis niet meer alleen gebruikt naast de eigen uitvoeringen, maar consequent met gastoptredens van andere cabaretiers en komieken.
Sinds oktober 2015 is er een permanent ensemble met Caroline Ebner, Norbert Bürger, Sebastian Rüger en Frank Smilgies, dat zijn première vierde met het 50e programma van Lach und Schieß. In 2018 nam Claudia Jacobacci de rol van Caroline Ebner over.
In juni 2020 presenteerde zich een nieuw ensemble met Christl Sittenauer, Sebastian Fritz en Frank Klötgen, dat een eerste programma voor oktober 2020 ontwikkelt.

## Onderscheidingen
- 1963: Schwabinger Kunstpreis
- 1996: Schweizer Kabarett-Preis Cornichon

## Dvd
- Die Lach- & Schiessgesellschaft – 3 komplette Programme 1956–1972, München 2007, 3-dvd, Film 101
- Hinter keinen Kulissen – Ausschnitte und Filmdokumente aus sechs Jahrzehnten, München 2009, Film 101

## Audioboeken
- Die Polka-Krise, 2004, ISBN 3-931780-36-8
- Deutsch mit Schuss, 2004, ISBN 3-931780-62-7
- Das vertanzt sich, 2004, ISBN 3-931780-49-X

## Films
- 1960: Tour de Trance
- 1960: Sturm im Wasserglas
- 1960: Lampenfieber
- 1961: Wähl den, der lügt
- 1962: Überleben Sie mal
- 1962: Streichquartett
- 1963: Halt die Presse
- 1964: Krisen-Slalom
- 1966: Zwei Girls vom roten Stern
- 1967: Die Spaßvögel

## Video's
- Halt die Presse, productie: 1963, verschenen 1999
- Krisenslalom, productie: 1963, verschenen 1999
- Schimpf vor 12, productie: 1962, verschenen 1999